# Ansaar
Ansar, Ansaar of Helpers (Arabisch: الأنصار, al-Anṣār) is een Arabisch woord dat binnen de islam gebruikt wordt voor degenen die in Medina onderdak boden en bescherming gaven aan de moslims die na de hidjra in 622 hun eigen stad Mekka hadden verlaten, de zogenoemde Muhajireen. De Ansaar bestonden voornamelijk uit leden van de stammen Banu Khazradj en Banu Aus. Op het moment dat zij deze hulp aanboden waren de Ansaar geen moslims.
De moslims in Medina waren sterk aangewezen op de hulpvaardigheid van de bevolking van Medina, omdat zij hun huis en goederen in Mekka hadden moeten achterlaten. Mohammed verklaarde de Ansaar en de Mekkaanse moslims tot broeders. Volgens overleveringen betrof het een groep van 90 mannen, waarvan de helft bestond uit Ansaar. Zij steunden elkaar en werden tevens erfgenaam van elkaar, hoewel dit laatste later werd teruggedraaid. Desondanks bleef de broederschap.
Op enkele plaatsen in de Koran worden de Ansaar genoemd:
Soera Het Berouw 100:
En de vooruitstrevenden en de eersten der Muhajireen en de Ansaar en degenen, die hen in goedheid volgen, God heeft welbehagen in hen en zij hebben welbehagen in Hem; en Hij heeft voor hen tuinen bereid, waardoorheen rivieren stromen. Daarin zullen zij voor eeuwig vertoeven. Dat is de grote zegepraal.
Soera Het Berouw 117:
God heeft zich voorzeker met barmhartigheid tot de profeet gewend en tot de Muhajireen en de Ansaar, die deze profeet in het uur van nood volgden, nadat het hart van een gedeelte van hen bijna was bezweken. Toen vergaf Hij hen. Voorzeker, Hij is Liefderijk, Genadevol jegens hen.
Soera De Opdrijving 9:
En degenen die zich in de stad hebben gehuisvest en anderen voorgingen in het geloof, hebben diegenen lief, die tot hen de toevlucht nemen, en voelen geen behoefte in hun hart aan wat hen gegeven wordt, zij geven anderen de voorkeur boven zichzelf, al verkeren zij zelf in armoede. En wie voor zijn eigen vrekkigheid wordt behoed, hij is voorzeker geslaagd.